# Klavdia
Klavdia Papadopoulou (en griego: Κλαυδία Παπαδοπούλου; Asprópyrgos, Grecia, 18 de agosto de 2002), conocida como Klavdia, es una cantante griega. Representó a Grecia en el Festival de la Canción de Eurovisión 2025 con la canción "Asteromáta". Es de ascendencia póntica.

## Carrera musical
Klavdia saltó a la fama en 2018, cuando participó en la quinta temporada de La Voz en Grecia. Durante las audiciones, cantó Roxanne de The Police, donde fue parte del equipo de Helena Paparizou. Llegó a la final del programa, pero no se clasificó para la final a tres.
Sin embargo, esta experiencia le permitió firmar un contrato con la discográfica Panik Records, con la que sacaría sus primeros singles, entre ellos "Haramata", que fue certificado doble platino, y "Vasanizomai".
El 10 de enero de 2025, la televisión griega ERT anunció que participaría en el Ethnikos Telikos, la nueva preselección para elegir a su representante en el Festival de la Canción de Eurovisión 2025, con la canción "Asteromáta" (en griego: Αστερομάτα). La letra de la canción, cuya traducción es "Ojos de estrella", se inspira en el genocidio de los griegos pónticos a manos de los turcos del imperio otomano entre 1914 y 1923. El 30 de enero de 2025 se celebró la final en la ciudad de Galatsi, donde Klavdia actuó en quinto lugar. Allí, obtendría el billete a Basilea tras quedar en primer lugar en la votación de los jurados internacionales y del televoto.

## Discografía

### Albums
- 2025 - Asteromata

### EP
- 2024 – Klavdia

### Singles
- 2022 – Lonely Heart
- 2023 – Haramanta
- 2023 – Holy Water
- 2024 – Vasanizomai
- 2024 – Movin' Too Fast (con Playmen)
- 2024 – Nyxta mou megali (con Oge y Arcade)
- 2025 – Asteromata